# Chelus
Chelus é um gênero de tartarugas de água doce encontrado na América do Sul.
Anteriormente considerado um gênero monotípico, agora consiste em duas espécies depois que Chelus orinocensis foi identificado em 2020 a partir de uma análise genômica.

## Espécies
- Chelus fimbriatus (Schneider, 1783)
- Chelus orinocensis Vargas-Ramírez, et al., 2020